# Варшавська (станція метро, Київ)
50°30′14.5″ пн. ш. 30°25′45″ сх. д. / 50.504028° пн. ш. 30.42917° сх. д.
«Варша́вська» — майбутня станція метро Сирецько-Печерської лінії Київського метрополітену, що будується. Станція стане однією з небагатьох в Київському метро не острівного типу. Згідно з планами, має бути розташована  на території спального масиву Виноградар за станцією «Мостицька» та буде кінцевою. Вихід зі станції буде здійснюватися лише через південний вестибюль та пішохідний перехід під проспектом Європейського Союзу (між житловими будинками 64 та 35).

## Історія
Відкриття станції планується не раніше 2026 року, станом на осінь 2024 року будівництво відновлене через майже 1,5 року консервації.
Ділянка в 1,5 км від вулиці Віктора Некрасова до проспекту Європейського Союзу, яка має споруджуватись відкритим способом (котловани), не будується ще з середини грудня 2020 року.
У жовтні 2017 року опубліковано проєктні тендери станції.
19 січня 2018 року оголошено тендер на будівництво цієї станції. Вона має бути мілкого закладення з береговими платформами.
18 травня 2023 року було ухвалено рішення про перейменування на «Варшавську».
8 листопада 2024 року «Автострада» повідомила про продовження будівництва метро в сторону «Варшавської». Ділянку від Мостицької до Варшавської будуть будувати відкритим способом.
Станцію планують відкрити у травні 2027 року.